# Rumer Spitze
La Rumer Spitze est une montagne qui s’élève à 2 454 m d’altitude dans les Karwendel, en Autriche.